# Claude Dulong
Pour les articles homonymes, voir Dulong.
Marguerite-Claude Badalo-Dulong, dite Claude Dulong ou Claude Dulong-Sainteny, née le 12 juin 1922 à Limoges et morte le 29 octobre 2017 à Paris 1er, est une historienne française. 

## Biographie
Diplômée de l'École des chartes en 1945, grâce à une thèse intitulée Ciperis de Vignevaux, chanson de geste du début du XVe siècle : étude et édition, et licenciée ès lettres, elle devient bibliothécaire, notamment à la bibliothèque municipale classée de Versailles. 
Elle se tourne cependant rapidement vers la recherche et abandonne le Moyen Âge pour le XVIIe siècle, alternant ouvrages de fond et de vulgarisation. Elle participe en 1953 à un séminaire organisé à Harvard par Henry Kissinger, et c'est par ce canal, et par Jean Sainteny, que sera établie la liaison entre le gouvernement américain et Hô Chi Minh pour des négociations secrètes.
Parallèlement, elle épouse Jean Sainteny et fréquente les cercles politiques gaullistes, ce qui lui permet de publier en 1974 La Vie quotidienne à l'Élysée au temps de Charles de Gaulle.
L'ensemble de cette carrière lui permet d'être élue en 1995 à l'Académie des sciences morales et politiques, dans la section Histoire et Géographie, au fauteuil de Jean Laloy.
Elle est la mère d'Elvire Sainteny et de Guillaume Sainteny.

## Publications
- 1951 : Un amour déchiffré, La Rochefoucauld et Mme de La Fayette (en collaboration)
- 1952 : Banquier du roi. Barthélemy Hervart, 1606-1676

- Prix Thiers de l’Académie française
- 1956 : Trente ans de diplomatie française en Allemagne. Louis XIV et l'Électeur de Mayence (1648-1678)

- Prix Eugène-Carrière de l’Académie française
- 1958 : Asie jaune, Asie rouge
- 1969 : L'Amour au XVIIe siècle
- 1980 : Anne d'Autriche
- 1974 : La Vie quotidienne à l'Élysée au temps de Charles de Gaulle
- 1984 : La Vie quotidienne des femmes au Grand Siècle
- 1986 : Le Mariage du Roi-Soleil
- 1989 : La Dernière Pagode
- 1990 : La Fortune de Mazarin
- 1991 : Histoire mondiale des femmes (en collaboration)
- 1993 : Marie Mancini
- 1996 : Amoureuses du Grand Siècle
- 1999 : Mazarin
- 2002 : Mazarin et l'argent

## Distinctions
- Officier de la Légion d'honneur
- Officier de l'ordre des Arts et des Lettres